# Єгор'євка (Куюргазинський район)
Єго́р'євка (рос. Егорьевка, башк. Егорьевка) — присілок у складі Куюргазинського району Башкортостану, Росія. Входить до складу Шабагіської сільської ради.
Населення — 25 осіб (2010; 38 в 2002).
Національний склад:
- башкири — 87%